# Џон-Пол Питерсен
Џон-Пол Пиетерсен (енгл. Jon-Paul Pietersen; 12. јул 1986) професионални је рагбиста и репрезентативац ЈАР, који тренутно игра за Шарксе. Висок 190 цм, тежак 106 кг, Пиетерсен је за "спрингбоксе" до сада одиграо 63 тест мечева и постигао 110 поена.